# Герб Псковской области
Герб Псковской области является символом Псковской области, утверждён Законом от 28 декабря 2018 года № 1915-ОЗ «О Гербе Псковской области».

## Описание
Геральдическое описание (блазон):
В лазоревом поле вверху — выходящая вниз из облаков благословляющая правая длань (десница) телесного цвета; внизу — идущий по зеленой земле барс с теневой (золотой) окраской пятен, серебряной грудью, червленым языком, серебряными когтями и зубами. Щит увенчан территориальной короной особого вида.

Девиз «ПОТЯГНЕМЪ ЗА ОТЕЧЕСТВО» начертан золотыми литерами на лазоревой ленте.

## Обоснование символики
Могучий и грозный барс символизирует готовность во всеоружии встретить врагов, храбрость и мужество псковичей, не оставляющих никаких надежд любому агрессору. Поза зверя, высунутый язык и поднятая передняя лапа подчёркивают его нацеленность на врага.
Благословляющая рука (имеющая указательный и средний пальцы вытянутыми, а прочие сложенными) (однако, на гербе как раз вместо «прочих сложенных», все пальцы почему-то вытянуты) означает покровительство небесных сил. И будто усиливает оборонительную функцию барса.
Голубой (лазурный) цвет щита и лент — знак красоты, величия.
Корона — символ власти.
В основу положены исторические гербы Псковской земли за период с XVII—XIX вв. (в лазоревом поле золотой барс; над ним выходящая из серебряных облаков десница). Мотив, используемый в современном гербе Псковской области, встречается с 1460-х годов, поскольку этим временем датируются первые монеты и печати Псковской республики с т. н. «лютым зверем», видимо, являющемуся хищником семейства кошачьих.
Территориальная корона особого вида, соответствующая статусу Псковской области как субъекта Российской Федерации, а также отражающая тот факт, что в прошлом на территории области располагалось Псковское княжество, и по настоящее время область является пограничной территорией.

### Девиз
Девиз «ПОТЯГНЕМЪ ЗА ОТЕЧЕСТВО» основан на фразе святого благоверного князя Довмонта, сказанной им в 1266 году при сборе ополчения против литовского князя Герденя и записанной в Летописи: 
...Братия моя... потягнете за дом Святой Троицы и за святые церкви, за свое отечество.